# 31e régiment de dragons
Das 31e régiment de dragons war ein französisches Kavallerieregiment, das 1893 aufgestellt wurde. Es bestand mit Unterbrechungen bis 1959.

## Aufstellung und signifikante Änderungen
- 1893: Aufstellung als 31e régiment de dragons
- 1940: Auflösung nach dem Waffenstillstand von Compiègne (1940)
- 1945: kurzzeitige Wiederaufstellung als 31e régiment de dragons und Auflösung im gleichen Jahr
- 1948: Wiederaufstellung als 31e régiment de dragons
- 1955: Auflösung
- 1958: Wiederaufstellung als 31e régiment de dragons
- 1959: Auflösung

## Kommandanten
- 1893: ?
- 1907: de Robieu
- 1912–7. November 1914: Colonel Dezauney
- 7. November 1914–12. Mai 1915: Lieutenant-colonel Lejay
- April–12. Mai 1915: Colonel Waddington
- April 1918: Colonel Waddington
- Juni 1918: Colonel Pascal († Juli 1918)
- Juli 1918: Colonel Bouchez
- August 1918: Colonel de Breuille
- 1939: Colonel Schlesser
- Mai 1940: Colonel Rey
- 1954: Colonel Combourieu
- 1958: Colonel Raffer
- 1959: Colonel Oddo

## Standarte
Auf der Rückseite der Regimentsfahne sind in goldenen Lettern die Feldzüge und Schlachten aufgeführt, an denen das Regiment ruhmvoll teilgenommen hat.

Regimentsstandarte 1959
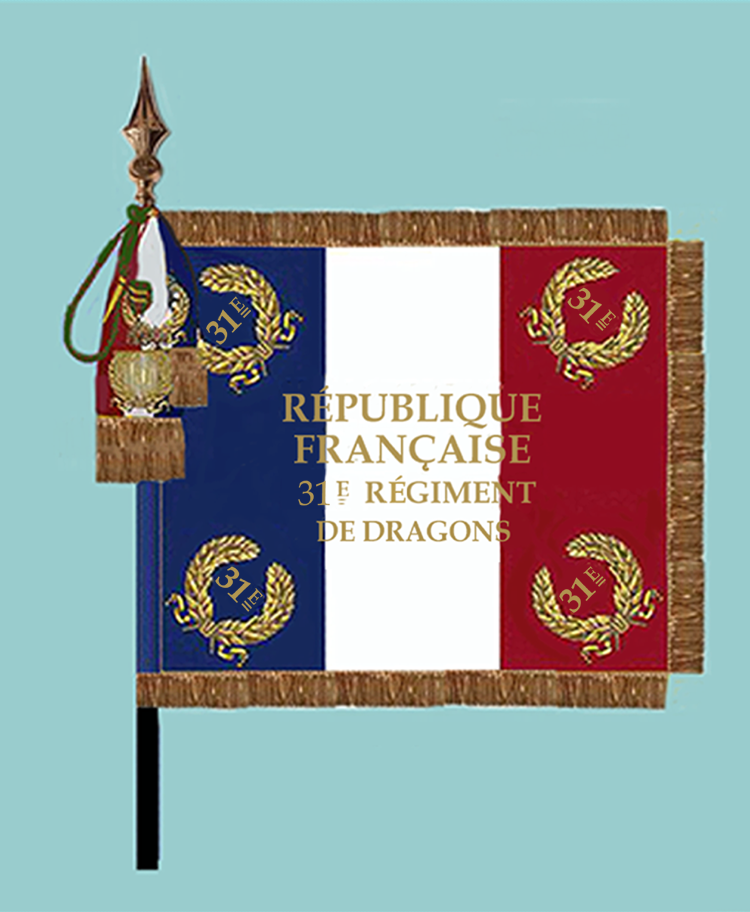
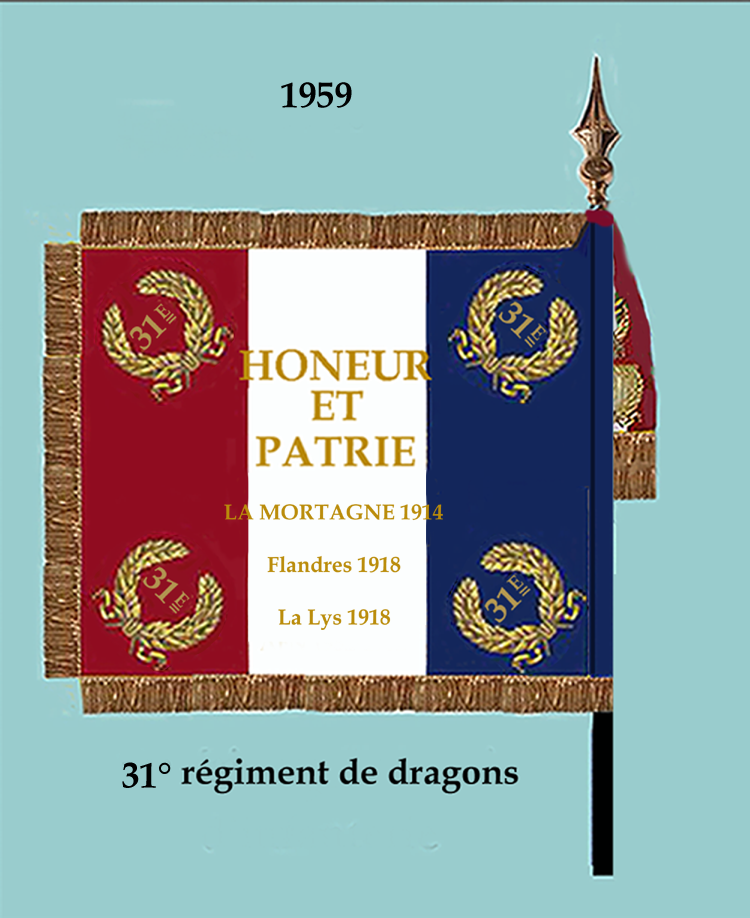

## Auszeichnungen

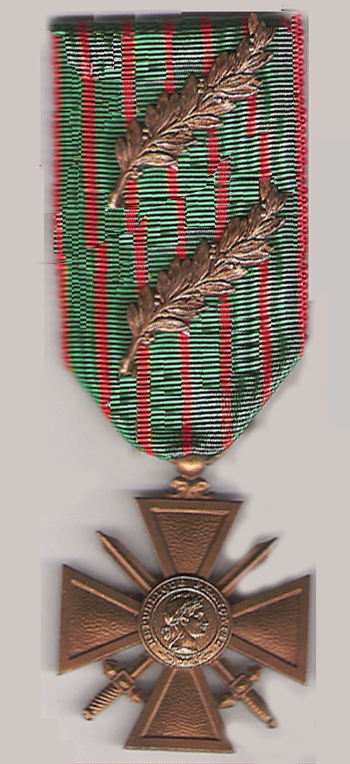
Croix de guerre 1914–1918 mit zwei Palmenzweigen

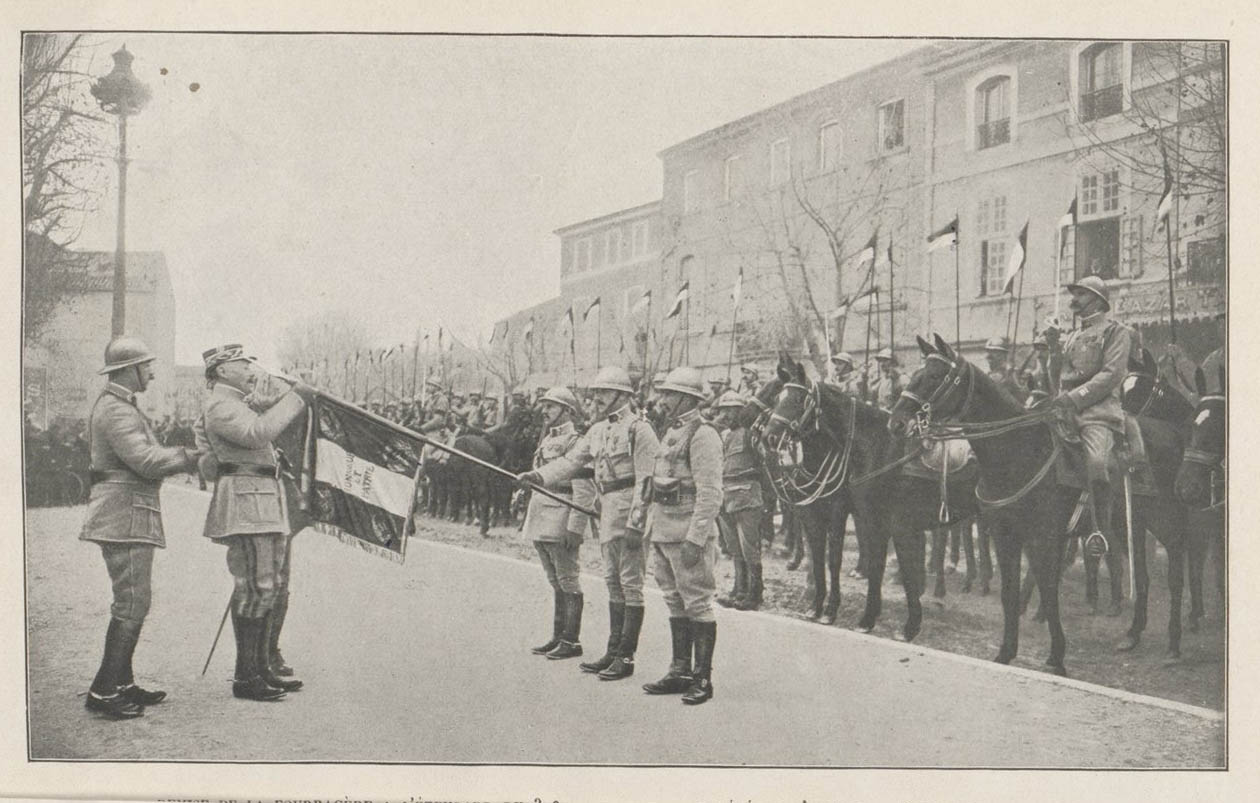
Auszeichnung des Regiments mit dem Croix de guerre (23. November 1918)

- Das Fahnenband ist mit dem Croix de guerre 1914–1918 mit zwei Palmenzweigen dekoriert.
- Die Angehörigen des Regiments haben das Recht, die Fourragère in  den Farben des Croix de Guerre 1914–1918 zu tragen.

## Regimentsgeschichte
- 1910: Das Regiment war in Épernay stationiert. Am 16. Oktober des Jahres versammelten sich auf einen Aufruf der  Fédération des syndicats viticoles de la Champagne (Vereinigung der Winzergesellschaften der Champagne) hin etwa 10.000 Winzer in Épernay. Nachdem in mehreren Weinbaugemeinden ihre Besteuerung beschlossen worden war, begannen am 4. November erste Unruhen. In den folgenden Tagen kam es zu vermehrten Plünderungen der Keller und Lagerräume der Weinhändler. In dieser nahezu einem Aufstand ähnelnden Situation wurde das „31e régiment de dragons“ mobilisiert, um die anderen vier, bereits eingesetzten Regimenter zu verstärken. Diese waren eingesetzt worden, um die Zugangswege zu den Hauptorten zu blockieren und die Händler zu schützen. Am 20. Januar konnte der  Präfekt die Winzer mit dem Versprechen beruhigen, den Kauf ausländischer Weine zu stoppen.

### Erster Weltkrieg
Das Regiment war der 2. Kavalleriedivision unterstellt, der es vom August bis 1914 bis November 1918 angehörte. 
- August 1914: Aufklärungsoperationen in Lothringen
- September 1914: Kämpfe in der Woëvre-Ebene
- 1915: Herbstschlacht in der Champagne
- 1916: Schlacht an der Somme
- 1917: Schlacht an der Aisne
- 1918: Unternehmen Michael – Kämpfe bei Villers-Cotterêts
- 1918: Schlacht an der Matz
- 28. September bis 11. November 1918: Verfolgungskämpfe in Belgien

Das Regiment hatte insgesamt 62 Gefallene und Vermisste zu beklagen, darunter den Regimentskommandanten Colonel Pascal, der im Juli 1918 an einer erlittenen Verwundung verstarb.

### Zweiter Weltkrieg
Das  31e régiment de dragons bildete zusammen mit dem 8e régiment de dragons die 4. Kavalleriebrigade. Diese Brigade war Teil der 2. Kavalleriedivision. Im Februar 1940 wurden die Kavalleriedivisionen in Leichte Kavalleriedivisionen (Divisions légères de cavalerie – DLC) umgewandelt und der Brigade der 4. Leichten Kavalleriedivision zugeteilt. Diese Division sollte  als Teil der 9. Armee in den Ardennen im Rahmen des Dyle-Plans operieren, nach dem zuerst die Ufer der Maas zwischen Fort de Dave und Yvoir besetzt werden sollten, um dann, den Fluss überquerend, den Vormarsch des linken Flügels der Armee zu decken.
Das Regiment kämpfte im Rahmen seiner Möglichkeiten mit der 4. Kavalleriebrigade im Groupement nord (Nordgruppierung), die sich in der Linie La Capelle – Trélon – Mettet – Saint-Gérard – Godinne – Assesse – Durbuy aufgestellt hatte.
Es folgte der Einsatz in der Schlacht bei Dinant und nach dem Waffenstillstand die Auflösung.
- 1945: In diesem Jahr wurde die Einheit kurzzeitig wieder aufgestellt, aber bald nach Kriegsende wieder aufgelöst. Ob sie am Einmarsch nach Deutschland beteiligt war, ist nicht bekannt.

### Algerienkrieg
Für den Einsatz im Algerienkrieg wurde das Regiment 1958 wieder aufgestellt, aber bereits im folgenden Jahr nach nur kurzem Einsatz in Algerien wieder aufgelöst.

## Devise
« Honneur, Patrie » (Ehre, Vaterland)

## Bekannte Persönlichkeit im Regiment
- Claude Simon, als Wehrpflichtiger von 1934 bis 1935, dann am 27. August 1939 mobilisiert